# Trentepohlia pamela
Trentepohlia (Trentepohlia) pamela is een tweevleugelige uit de familie steltmuggen (Limoniidae). De soort komt voor in het Afrotropisch gebied.